# 드리오페

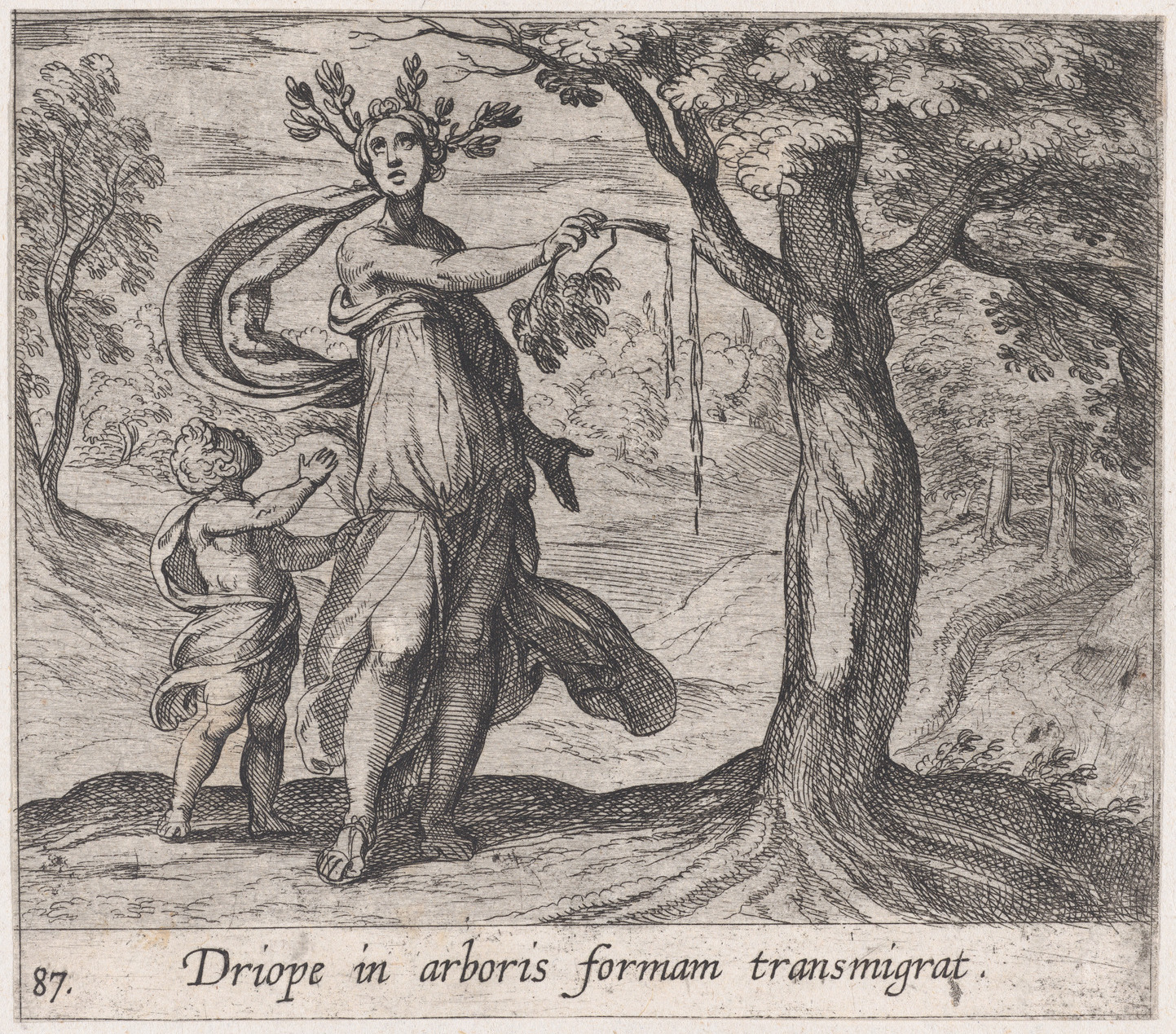

드뤼오페(고대 그리스어: Δρυόπη)는 그리스 신화에서 포플러로 변한 여인이다. 드리오프스 사람들의 조상인 드리오프스 왕의 딸이라고도 하고 오이칼리아 왕 에우리토스의 딸이라고도 한다. 에우리토스의 딸이며 오이칼리에에서 가장 아름다운 여인으로 안드라이몬의 아내가 되어 암피소스라는 아들을 낳았다고 한다. 갓난 암피소스를 안고 배다른 여동생 이올레와 호숫가를 산책하다가 무심코 나무에 핀 꽃을 몇 송이 꺾었는데, 꽃이 꺾인 곳에서 피가 흘러내렸다. 그 나무는 로티스라는 요정이 프리아포스의 구애를 피해 달아나다가 변신한 로토스나무였다. 드리오페는 깜짝 놀라 도망치려고 하였으나 이미 발에 뿌리가 내려 꼼짝할 수 없었으며, 손과 머리에서는 잎이 돋아나고 줄기가 생겨 포플러로 변하였다.